# Groupe de Fischer
En mathématiques, les groupes de Fischer sont les trois groupes sporadiques Fi22, Fi23 et Fi24’. Quelquefois, le terme désigne les groupes d'automorphismes de ces groupes.

## Les groupes de 3-transpositions
Les groupes de Fischer sont des groupes finis nommés en l'honneur du mathématicien Bernd Fischer, qui les découvrit en étudiant les groupes de 3-transpositions. 
Ceux-ci sont des groupes G avec les propriétés suivantes :
- G est engendré par une classe de conjugaison d'éléments d'ordre 2, appelés les « transpositions de Fischer ».
- Le produit de deux « transpositions » quelconques est d'ordre 1, 2 ou 3.

L'exemple typique d'un groupe de 3-transpositions est un groupe symétrique,
où les transpositions de Fischer sont véritablement des transpositions. Fischer put classer les groupes 3-transposition qui satisfaisaient certaines conditions techniques supplémentaires. Les groupes qu'il trouva tombèrent dans plusieurs classes infinies (aussi bien que les groupes symétriques, certaines classes des groupes symplectiques et orthogonaux remplissaient ses conditions) avec une exception pour les trois groupes de Fischer. Ces groupes sont habituellement notés Fi22, Fi23 et Fi24. Les deux premiers sont des groupes simples, et le sous-groupe dérivé Fi24’ du troisième, d'indice 2, est simple.

## Ordres
Fi22 est d'ordre 217.39.52.7.11.13 = 64 561 751 654 400. 
Fi23 est d'ordre 218.313.52.7.11.13.17.23 = 4 089 470 473 293 004 800.
Fi24’ est d'ordre 221.316.52.73.11.13.17.23.29 = 1 255 205 709 190 661 721 292 800. C'est le troisième plus grand groupe sporadique (après le groupe Monstre et le groupe Bébé Monstre).

## Notation
Il n'existe malheureusement pas de notations uniformément acceptées pour ces groupes. Certains auteurs utilisent F à la place de Fi (e.g. F22). Fischer les notait M(22), M(23) et M(24)’, ce qui soulignait leur rapport étroit avec les trois plus grands groupes de Mathieu, M22, M23 et M24.
Une source particulière de confusion réside dans le fait que Fi24 désigne tantôt le sous-groupe simple Fi24’ et tantôt le groupe de 3-transpositions tout entier.